# Ctenicera angusticollis
Ctenicera angusticollis là một loài bọ cánh cứng trong họ Elateridae. Loài này được Mannerheim miêu tả khoa học năm 1843.